# Parciální derivace
Parciální derivace funkce více proměnných je její derivace vzhledem k jedné z těchto proměnných, přičemž ostatní proměnné jsou při derivování považovány za parametry a pracuje se s nimi jako s konstantami. V tomto kontextu je parciální derivace odlišná od úplné derivace, kde proměnné nejsou nezávislé a všechny mohou měnit své hodnoty. Parciální derivace se využívají například v matematické fyzice, ve vektorovém počtu či v diferenciální geometrii.
Parciální derivace funkce {\displaystyle f} vzhledem k proměnné {\displaystyle x} se značí {\displaystyle f'_{x}}, {\displaystyle \partial _{x}f}, nebo {\displaystyle \partial f/\partial x}. Symbol {\displaystyle \partial }, který se ustálil ve značení parciálních derivací je stylizovaným (zaobleným) písmenem „d“. Oproti tomu derivace podle jedné proměnné se značí pouze písmenem „d“ bez stylistické úpravy. Toto značení poprvé použil Adrien-Marie Legendre, ale obecně se začalo uznávat až po jeho oživení Carlem Gustavem Jacobem Jacobim.

## Definice parciální derivace funkce dvou proměnných
Funkce dvou proměnných {\displaystyle f(x,y)} má parciální derivace definované vztahy {\displaystyle {\frac {\partial f}{\partial x}}=\lim _{h\to 0}{\frac {f(x+h,y)-f(x,y)}{h}}}a {\displaystyle {\frac {\partial f}{\partial y}}=\lim _{h\to 0}{\frac {f(x,y+h)-f(x,y)}{h}},}jestliže limity vpravo existují a jsou konečné. 

## Definice parciální derivace funkce n proměnných
Parciální derivace funkce {\displaystyle f(x_{1},\dots ,x_{n})} vzhledem k {\displaystyle x_{i}} v bodě {\displaystyle (a_{1},\dots ,a_{n})} je definována jako derivace funkce  {\displaystyle f_{a_{1},\ldots ,a_{i-1},a_{i+1},\ldots ,a_{n}}(x_{i})=f(a_{1},\ldots ,a_{i-1},x_{i},a_{i+1},\ldots ,a_{n})} jedné reálné proměnné {\displaystyle x_{i}}. Rozepsáním pomocí definice derivace dostáváme {\displaystyle {\frac {\partial f}{\partial x_{i}}}(a_{1},\ldots ,a_{n})=\lim _{h\to 0}{\frac {f(a_{1},\ldots ,a_{i}+h,\ldots ,a_{n})-f(a_{1},\ldots ,a_{n})}{h}}.}

## Příklad (výpočet parciální derivace)
Uvažujme plochu definovanou funkcí dvou proměnných
{\displaystyle z=f(x,y)=x^{2}+xy+y^{2}.\,}

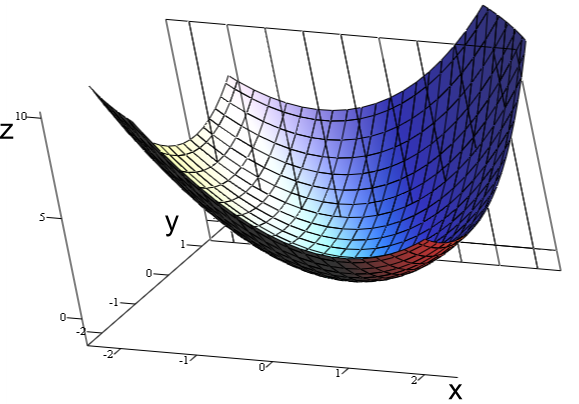
Graf funkce z = x^{2} + xy + y^{2}. Úkolem je najít parciální derivaci v bodě (1, 1, 3), která ponechává y konstantní; příslušná tečna je rovnoběžná s x-ovou osou.

Řez grafu na obrázku výše pro y = 1

V každém bodě této plochy existuje nekonečně mnoho tečen. Najít parciální derivaci takové funkce vlastně znamená vybrat jednu z takových tečen a určit její sklon. Obvykle to bývá tečna, která leží v rovině rovnoběžné se souřadnicovou rovinou (y, z) nebo se souřadnicovou rovinou (x, z).
Dobrý způsob, jak najít takové tečny je považovat ostatní proměnné za konstanty. Pokud ve výše uvedené funkci má být nalezena tečna v bodě (1, 1, 3), která je rovnoběžná s osou x, považuje se y za konstantu. Graf uvažované funkce a jedna z příslušejících rovin (y= 1) jsou zobrazeny na prvním obrázku. Na obrázku pod ním je řez grafem funkce pro y= 1. Nalezením běžné derivace funkce o jedné proměnné, která je zadána výše uvedeným předpisem, přičemž y se považuje za konstantu vznikne rovnice požadované tečny funkce f rovnoběžné s osou x:
{\displaystyle {\frac {\partial z}{\partial x}}=2x+y}
V bodě (1, 1, 3) je tak hodnota parciální derivace (a tedy i tangens požadované tečny) rovná 3 (to lze zjistit substitucí). Lze tedy psát
{\displaystyle {\frac {\partial z}{\partial x}}=3}
v bodě (1, 1, 3).

## Příklad (aplikace parciální derivace)

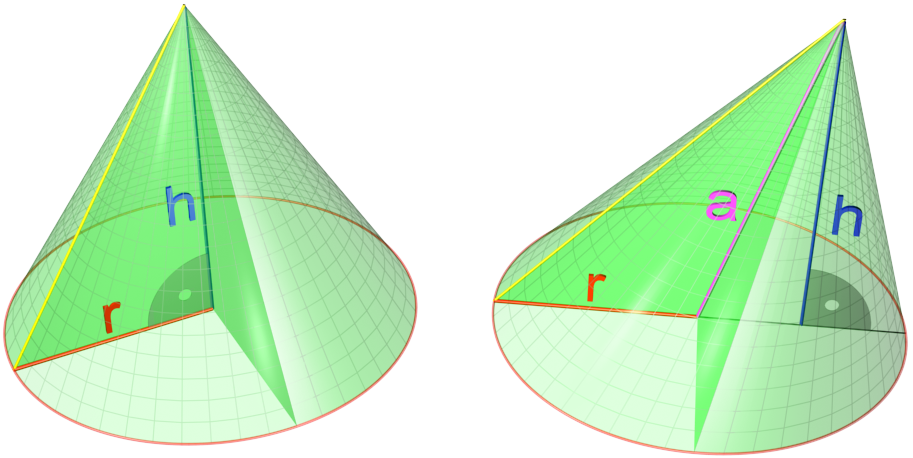
Objem kužele závisí na jeho výšce a poloměru podstavy

Objem kužele V závisí na jeho výšce h a poloměru podstavy r podle vzorce
{\displaystyle V(r,h)={\frac {\pi r^{2}h}{3}}.}
Parciální derivace V podle r je dána vztahem
{\displaystyle {\frac {\partial V}{\partial r}}={\frac {2\pi rh}{3}}}
a vyjadřuje míru, jakou se mění objem kužele, pokud měníme poloměr jeho podstavy a výška zůstává konstantní. Podobně, parciální derivace V podle h je dána vztahem 
{\displaystyle {\frac {\partial V}{\partial h}}={\frac {\pi r^{2}}{3}}}
a vyjadřuje míru, jakou se mění objem kužele, pokud měníme jeho výšku a poloměr podstavy zůstává konstantní.

## Parciální primitivní funkce
I u parciálních derivací funkcí více proměnných existuje podobný koncept jako primitivní funkce u běžných derivací funkcí jedné reálné proměnné. Z parciální derivace je tedy možné částečně zrekonstruovat původní funkci.
Uvažujme například první příklad v tomto článku, {\displaystyle {\frac {\partial z}{\partial x}}=2x+y}.
Pak můžeme tuto parciální derivaci, která je opět funkcí dvou proměnných, „parciálně“ integrovat podle x, přičemž y opět považujeme za konstantu:
{\displaystyle z=\int {\frac {\partial z}{\partial x}}\,dx=x^{2}+xy+g(y)}
Je důležité si uvědomit, že integrační konstanta g (y) v tomto případě není konstantou v pravém slova smyslu, ale funkcí všech proměnných kromě x (v tomto případě tedy jen y), které jsme při procesu integrace považovali za konstanty. Důvodem je, že při procesu parciálního derivování jsme všechny proměnné kromě x považovali za konstanty, a tedy se ztratily všechny funkce, které byly nezávislé na x. Nejobecnější způsob, jak se s tímto faktem vyrovnat je tedy jako integrační „konstantu“ použít libovolnou funkci všech proměnných kromě x.
Systém funkcí {\displaystyle x^{2}+xy+g(y)}, kde g je funkce o jedné proměnné y tedy skládá z právě všech funkcí, jejichž parciální derivace podle x je {\displaystyle 2x+y}.
Pokud máme všechny parciální derivace nějaké funkce (tedy gradient), pak můžeme z parciálních primitivních funkcí získaných uvedeným procesem zcela zrekonstruovat původní funkci (až na konstantu).

## Užití v aplikované matematice

### Výpočet povrchu tělesa
Obsah grafu {\displaystyle f(x,y)} v místě ohraničeném plošným intervalem {\displaystyle I} roviny {\displaystyle xy} je {\displaystyle S=\iint \limits _{I}{\sqrt {1+\left({\frac {\partial f}{\partial x}}\right)^{2}+\left({\frac {\partial f}{\partial y}}\right)^{2}}}\,\mathrm {d} x\,\mathrm {d} y.}

### Extremální úlohy a metoda nejmenších čtverců
Parciální derivace je možné použít pro nalezení lokálních extrémů funkce více proměnných. Toto se využívá například při odvození vzorců pro metodu nejmenších čtverců, která umožňuje nalezení matematického modelu pro experimentální data.

## Užití ve fyzice
Parciální derivace podle času nebo prostorových souřadnic vyjadřují rychlost, s jakou se derivovaná veličina mění v čase nebo v prostoru. Proto mají využití při matematické formulaci fyzikálních zákonů. Vyskytují se buď samostatně, nebo ve formě, kdy je více parciálních derivací sdruženo do diferenciálních operátorů. Z těchto operátorů se nejčastěji vyskytují gradient (například Fourierův zákon), divergence (například rovnice kontinuity nebo čtvrtá Maxwellova rovnice), rotace (například druhá Maxwellova rovnice), Laplaceův operátor (například  Schrödingerova rovnice nebo Poissonova rovnice) a d'Alembertův operátor (například Kleinova-Gordonova rovnice). 
Parciální derivace se využívají v zákoně šíření chyb. Samostatně nebo prostřednictvím diferenciálních operátorů se vyskytují v difuzní rovnici, rovnici vedení tepla, rovnici podzemní vody, v Hamiltonovské formulaci mechaniky, při popisu proudění pomocí Navierovy–Stokesovy rovnice a v řadě dalších fyzikálních oblastech.